# Listen Up! The Official 2010 FIFA World Cup Album
"Listen Up! The Official 2010 FIFA World Cup Album" – składanka, która jest wynikiem współpracy różnych artystów, zarówno lokalnych, afrykańskich jak i międzynarodowych. Album został wydany 31 maja 2010 roku.
Z płyty wydano międzynarodowy singiel Waka Waka (This Time for Africa), kolumbijskiej piosenkarki Shakiry, oraz Sign of a Victory amerykanki R. Kelly.

## Lista utworów
1. "Sign of a Victory" (The Official 2010 FIFA World Cup Anthem) - 4:13
2. "Waka Waka (This Time for Africa)" (The Official 2010 FIFA World Cup Song) - 3:22
3. "Viva Africa" - 3:31
4. "One Day" - 3:28
5. "Shosholoza 2010" - 3:42
6. "Ke Nako" - 4:04
7. "Move On Up" - 3:07
8. "Spirit of Freedom" - 3:53
9. "Game On" (The Official 2010 FIFA World Cup Mascot Song) - 3:19
10. "Maware Maware" - 3:40
11. "As Mascaras" (South Africa '10 to Brasil '14) - 3:11
12. "Hope" (with Nelson Mandela) - 3:50